# Рањено срце (ТВ серија из 2021)
Рањено срце (тур. Kalp Yarası) турска је телевизијска серија, снимана од 2021. до 2022.
У Србији је приказивао Пинк од 24. јула до 1. децембра 2023.

## Радња
Серија Рањено срце говори о Фериту, Јаману и Хандеу — блиским пријатељима који се друже од детињства и живе у Антакији. Ферит је згодан и искрен млад човек, наследник једне од најбогатијих породица у региону, док је Ханде уображена и себична ћерка пословних партнера Феритове породице. Ферит и Ханде треба да се венчају, јер су њихови најближи практично уговорили тај брак. С друге стране, Јаманов отац ради као коњушар за Феритову породицу. Иако су одрасли заједно, Јаман је одувек завидео Фериту, највише на томе што Ханде, у коју је годинама заљубљен, треба да постане његова жена.
Три дана пред венчање, док јаше коња у околини имања, Ферит види Јамана и Ханде како се љубе у амбару. Шокиран враћа се у вилу, пакује своје ствари и одлази од куће, не говорећи никоме где одлази. Његова породица је у неверици. У међувремену, Ханде наставља са припремама за венчање, немајући идеју о младожењином одласку. Ферит одлази у Истанбул, тамо случајно удара пса и на тај начин судбина га спаја са Ајше — младом и лепом девојком, која је пуна живота и која зарађује шетајући псе. У њу је заљубљен Таха, кога она гледа само као пријатеља.
Кад Ферит удари пса ког је Ајше шетала, њих двоје заједно одводе животињу код ветеринара. Ајше примећује да је Ферит очајан и позива га на кафу у кафић где ради као конобарица. Недуго потом, Ферит ће предложити Ајше да се уда за њега у замену за велику суму новца. Потписали би предбрачни уговор, били би у браку само шест месеци, након чега би свако наставио својим путем. Ајше то одбија, али мења мишљење кад је пробисвети нападну на улици. Желећи да је одбрани, Таха повређује једног од њих и завршава у затвору. Да би га извукла одатле, Ајше мора да плати скупог адвоката, а будући да нема довољно новца, приморана је да прихвати Феритов предлог.
Убрзо након тога, Ајше и Ферит су на путу ка његовом имању. Породица је шокирана кад Ферит изађе пред матичара са Ајше, а њихов лажни брак претвара се у прави чим се Ајше усели у породичну кућу. Тамо ће морати да се суочи са Феритовом доминантном мајком, али и са Ханде, која не жели да одустане од Ферита. У међувремену, Таха сазнаје да се Ајше удала за другог мушкарца, а Ханде уз Јаманову помоћ чини све да раздвоји новопечене супружнике.

## Улоге
| Глумац              | Улога             |
| ------------------- | ----------------- |
| Гокхан Алкан        | Ферит Санџакзаде  |
| Јагмур Танрисевсин  | Ајше Јилмаз       |
| Мерве Чагиран       | Ханде Вароглу     |
| Топрак Џан Адигузел | Јаман Санџакзаде  |
| Сенај Гурлер        | Азаде Санџакзаде  |
| Риза Акин           | Хусејин Вароглу   |
| Јонџа Шахинбаш      | Ведија Санџакзаде |
| Инанч Конукчу       | Синан Санџакзаде  |
| Бурчин Абдулах      | Леман Санџакзаде  |
| Наз Сајинер         | Муге Санџакзаде   |
| Мелих Чардак        | Бахтијар Ага      |
| Зехра Јилмаз        | Бетул             |
| Бора Џенгиз         | Мирза Текин       |
| Нилсу Берфин Акташ  | комесар Пинар     |
| Ирем Алтуг          | Фераје Ујсал      |

## Епизоде
| Сезона | Сезона | Епизоде | Епизоде | Емитовање у Турској | Емитовање у Турској | Емитовање у Турској | Емитовање у Србији | Емитовање у Србији | Емитовање у Србији |
| Сезона | Сезона | Турска  | Србија  | Премијера           | Финале              | Мрежа               | Премијера          | Финале             | Мрежа              |
| ------ | ------ | ------- | ------- | ------------------- | ------------------- | ------------------- | ------------------ | ------------------ | ------------------ |
|        | 1.     | 32      | 107     | 28. јун 2021.       | 21. фебруар 2022.   |                     | 24. јул 2023.      | 1. децембар 2023.  |                    |